# Luís Olundo Mendes
Luís Olundo Mendes (Cacheu, 20 de outubro de 1965) é um político guineense, antigo Ministro da Guiné Bissau.

## Biografia
É licenciado em Agronomia pelo Instituto Superior de Agronomia  Alma-Ata ex-União Soviética. Também é licenciado em Direito pela Faculdade de Direito de Bissau. Desempenhou em 2002/2003 a função do Ministro da Agricultura, Floresta e Fauna e Ministro da Justiça no executivo de Baciro Djá. Passou também na presidência do Instituto Nacional da Previdência Social. Foi um dos fundadores do Partido da Reconciliação Nacional (PRN) em 2004 com o ex-primeiro ministro Alamara Nhassé.